# Вілок (Вермонт)
Вілок (англ. Wheelock) — місто (англ. town) в США, в окрузі Каледонія штату Вермонт. Населення — 759 осіб (2020).

## Демографія
Згідно з переписом 2010 року, у місті мешкало 811 осіб у 322 домогосподарствах у складі 213 родин. Було 448 помешкань
Расовий склад населення:
| - 96,3 % — білих - 0,6 % — корінних американців - 0,2 % — азіатів - 1,4 % — осіб інших рас |

До двох чи більше рас належало 1,5 %. Частка іспаномовних становила 0,5 % від усіх жителів.
За віковим діапазоном населення розподілялося таким чином: 25,6 % — особи молодші 18 років, 59,0 % — особи у віці 18—64 років, 15,4 % — особи у віці 65 років та старші. Медіана віку мешканця становила 43,5 року. На 100 осіб жіночої статі у місті припадало 103,3 чоловіків;  на 100 жінок у віці від 18 років та старших — 103,7 чоловіків також старших 18 років.
Середній дохід на одне домашнє господарство  становив 87 317 доларів США (медіана — 61 250), а середній дохід на одну сім'ю — 90 043 долари (медіана — 70 625). Медіана доходів становила 42 188 доларів для чоловіків та 40 938 доларів для жінок. За межею бідності перебувало 12,5 % осіб, у тому числі 13,1 % дітей у віці до 18 років та 2,9 % осіб у віці 65 років та старших.
Цивільне працевлаштоване населення становило 438 осіб. Основні галузі зайнятості: освіта, охорона здоров'я та соціальна допомога — 29,7 %, роздрібна торгівля — 15,8 %, виробництво — 11,0 %, будівництво — 11,0 %.